# Seriphidium karatavicum
Seriphidium karatavicum là một loài thực vật có hoa trong họ Cúc. Loài này được (Krasch. & Abolin ex Poljakov) Ling & Y.R.Ling miêu tả khoa học đầu tiên năm 1988.